# Marguerite Arosa
Pour les articles homonymes, voir Arosa (homonymie).
Marguerite Arosa, née en 1854 à Paris et morte à Paris 17e le 23 février 1903, est une peintre française.

## Biographie

### Famille Arosa et Paul Gauguin
Anne Louise Marguerite Arosa nait à Paris en 1854 de Zoé Françoise Revolle et Jean Dominique « Gustave » Arosa (en). Ce dernier, d'une famille d'origine espagnole très aisée, est agent de change mais aussi grand amateur d'art, collectionneur de tableaux de peintres contemporains et de ceux de l'école de Barbizon, et aussi de porcelaines. Proche de Gauguin, il sera son tuteur au décès de la mère de ce dernier,. Arosa est aussi, avec Tessié du Motay et Maréchal, l'inventeur d’un nouveau procédé de collotype, et il crée la Société de phototypie Arosa et Cie. Il est également proche de Nadar,.

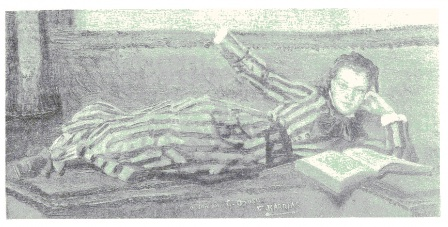
Félix Barrias, Portrait de Marguerite Arosa, vers 1870. Moreno Archives, IPCE, Spanish Ministry of Education, Culture and Sports.

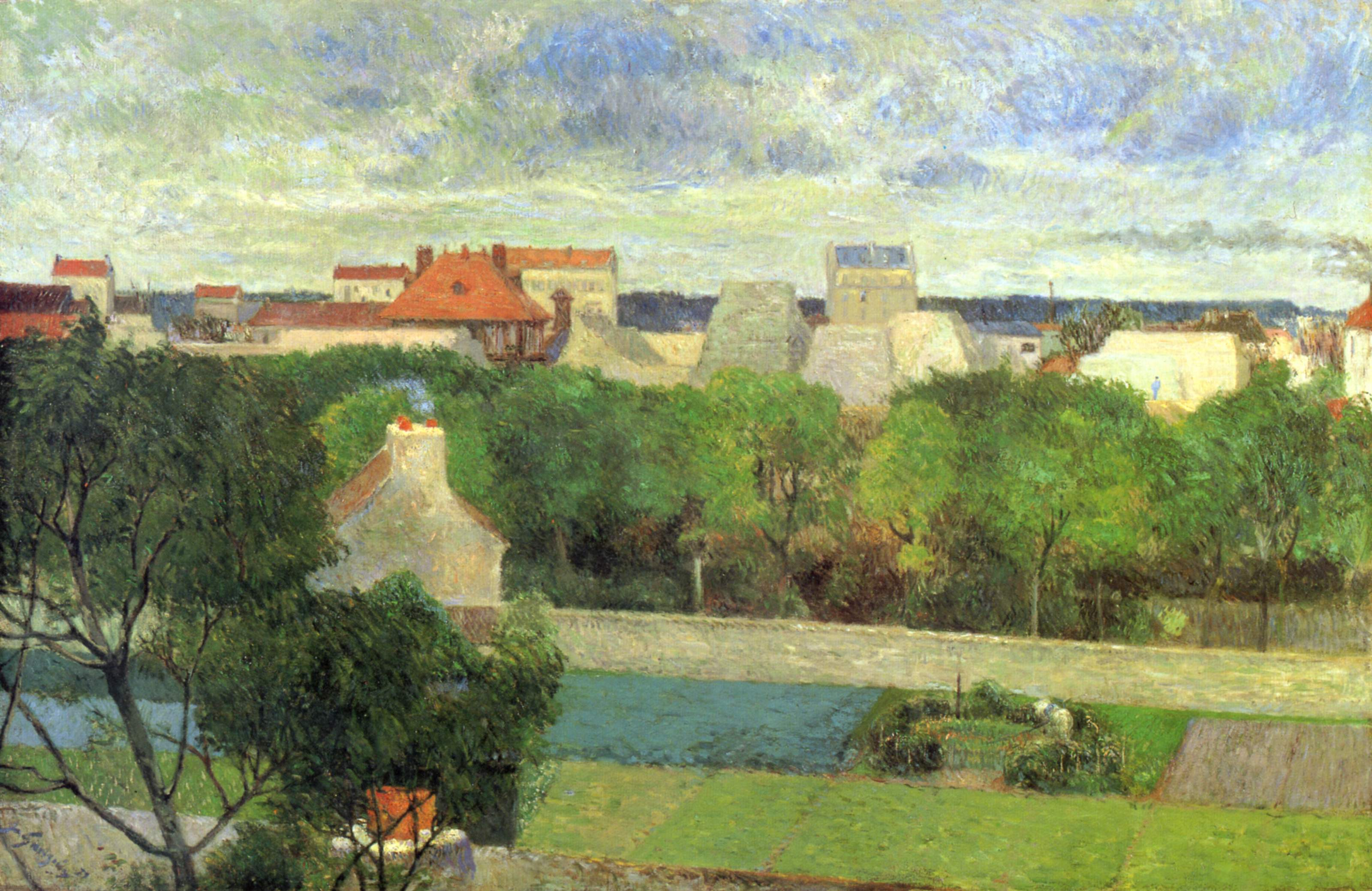
Paul Gauguin, Les Jardins du marché de Vaugirard, 1879. Smith College Museum of Art, Northampton, Massachusetts.

Gauguin, après avoir quitté la marine, fait connaissance avec l'art contemporain chez Arosa. En 1872, il rencontre sa future épouse chez eux. Il aurait réalisé ses premiers tableaux avec Marguerite Arosa, qui avait déjà une formation artistique, et avec qui il peint à l'huile dans les environs de Paris.

### Carrière artistique
"Margot" voulait être peintre depuis sa dixième année ; Marguerite Arosa étudie auprès de Mayer, Barrias (qui réalise son portrait vers 1870) et Amand Gautier. Selon ses biographes espagnols, elle aurait également fréquenté l'école des beaux-arts de San Fernando.
Malgré les influences artistiques familiales, Marguerite Arosa ne participera pas aux mouvements impressionnistes ou post-impressionnistes. Dans les années 1880, elle n'hésite pas à aborder le nu, réalise des portraits, mais se consacre ensuite, vers 1890, aux marines et paysages, qu'elle « traduit par des impressions exquises et délicates »,.
Elle est domiciliée dans le 17e arrondissement, 5 rue de Prony puis 1 rue Juliette-Lamber. Elle fréquente l'intelligentsia politique et artistique de la communauté espagnole à Paris. Son père décède en 1883.
Elle expose de 1882 à 1902 à Paris, et dans de nombreux salons de province et en Espagne. La presse, locale comme nationale ou espagnole, se fait très fréquemment témoin de ses accrochages. Elle est remarquée par Théodore Véron à son premier Salon, en 1882 : « M. Pagans au piano, s’accompagne en chantant. Ce type russe doit être d’une parfaite ressemblance. Le compositeur est en verve, car on l’entend chanter, et ses mains donnent un tendre accompagnement aux notes qui s’échappent de ce cerveau fronçant et de cette bouche ouverte ». En 1888, la presse américaine à Paris fait cet éloge : « Marguerite Arosa montre un talent très masculin dans un tableau très féminin intitulé "Le Matin", une étude de femme nue allongée sur son divan matinal », et remarque également son portrait de Marie Huet.
À l'Exposición Nacional de Bellas Artes à Madrid, où elle expose à plusieurs reprises, elle reçoit deux fois une mention honorable,. Elle est membre de l'Union des femmes peintres et sculpteurs où elle expose dès 1890, est membre du comité en 1894, du bureau et du jury de la société, et obtient le 2e prix de l'Union en 1902. En 1891, elle envoie une vingtaine de toiles à l'exposition du Théâtre historique, à l'occasion de la première représentation du drame Sainte Russie de Gugenheim et Le Faure ; en 1891 également, elle participe à la première exposition des Beaux-Arts de Barcelone, section artistes étrangers, avec un tableau de 270 × 180 cm, La piscine chez le Docteur Berni-Barde, qui comporte un nu féminin provocant pour les mœurs de l'époque. Elle est à Tunis en 1897 pour une grande composition, La chasse. De 1899 à 1902, elle expose des marines et « de lumineuses vues de Provence » à l'exposition Les XII à la Bodinière, groupe de douze artistes femmes de différentes nationalités, tentative audacieuse pour l'époque, au théâtre de la Bodinière à Paris, et qui ne se poursuivra pas après son décès début 1903,.
En 1901, elle est nommée officière d'Académie. Jeanne Bourrillon-Tournay réalise son portrait la même année.
Elle meurt célibataire à 48 ans à Paris, à son domicile 1 rue Juliette-Lamber (17e), et est inhumée au cimetière de Montmartre. Ses propriétés de Saint-Quay-Portrieux sont vendues par adjudication la même année 1903.
Après cette intense carrière, interrompue précocement par la maladie, elle tombe dans l'oubli.

## Expositions

### Salon des artistes français
- 1882 : Portrait de Mr Pagans[21],[12].
- 1883 : nus dont Jeune charmeuse jouant du serpent.
- 1884 : Baigneuse[22].
- 1888 : Le Matin (nu) et Portrait de Marie Huet.
- 1891
- 1897
- 1899
- 1900[23],[21].

### Salon de l'Union des femmes peintres et sculpteurs
- 1890 : Étang de Sicurne[15].
- 1893 : études de mer et Diane chasseresse (nu).
- 1894 : La Vérité.
- 1897 : marines.
- 1898 : Les bords de la mer.
- 1902 : L'entrée du port[10].

### Autres expositions parisiennes
- Versailles, Société des amis des arts de Seine-et-Oise en 1884 (portrait d'enfant, et Entrée du Portrieux), en 1886 (Barberine, pastel)[24], en 1888, en 1891 (Lilas au Parc Monceau) et en 1896 (Fond de vallée).
- Paris, 1891, exposition du Théâtre historique.
- Paris, 1892, Exposition internationale de blanc et noir.
- Paris, 1898, Exposition nationale du travail au Palais-Sports[25].
- Paris, Les XII à la Bodinière, 1899 à 1902 (marines et paysages)[17].

### En province et à l'étranger
- Blois en 1884 (Sur la Falaise et Le Lièvre, peintures) et 1895 (Paravent, Chanteuse et Lilas en fleur au Parc Monceau)[21].
- Madrid, 1884, Exposition nationale des beaux-arts[13].
- Amiens, 1884, Société des amis des arts de la Somme : Pêcheuse de crevettes[26].
- Bruxelles, 1884 : Baigneuse.
- Toulouse, Salon de l'Union artistique, en 1885, 1888, 1894 et 1896[21].
- Barcelone, 1891, première exposition des Beaux-Arts : La piscine chez le Docteur Berni-Barde[13].
- Besançon, 1893 : Andromède et Environs de Fontainebleau (peintures) et Yseult (pastel)[21].
- Bordeaux, 1893, exposition de la Société des amis des arts : Hérodiade[27].
- Roubaix, 1893, Société artistique de Roubaix-Tourcoing (paysage)[28].
- Tunis, 1897 : La chasse[16].
- Honfleur, 1899 : Le retour de la pêche (peinture), Farniente et Marée basse (pastels)[21].

## Œuvres
- Baigneuse, Bruxelles, 1884[23].
- Andromède, Paris, 1885[23].
- Temps brumeux, 1891[23].
- La piscine chez le Docteur Berni-Barde, Barcelone, 1891[13].
- Lilas en fleurs (Parc Monceau), aquarelle, exposition internationale de Blanc et Noir, 1892[23].
- La pêche à la Senne (Bretagne), 1897[29].
- Farniente[2].
- Coin de port à marée basse, 1900[29].
- L'entrée du port, salon de l'Union des femmes peintres et sculpteurs, 1902[30].

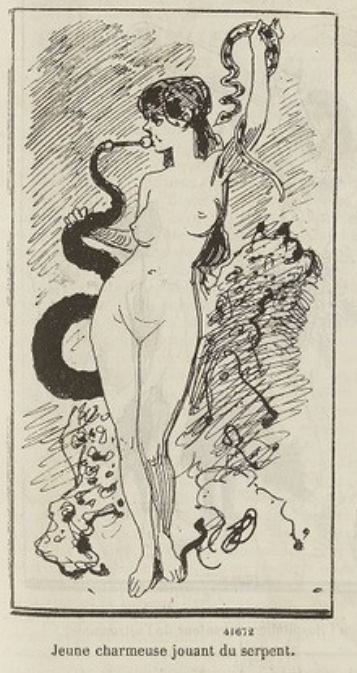
Jeune charmeuse jouant du serpent (1883).
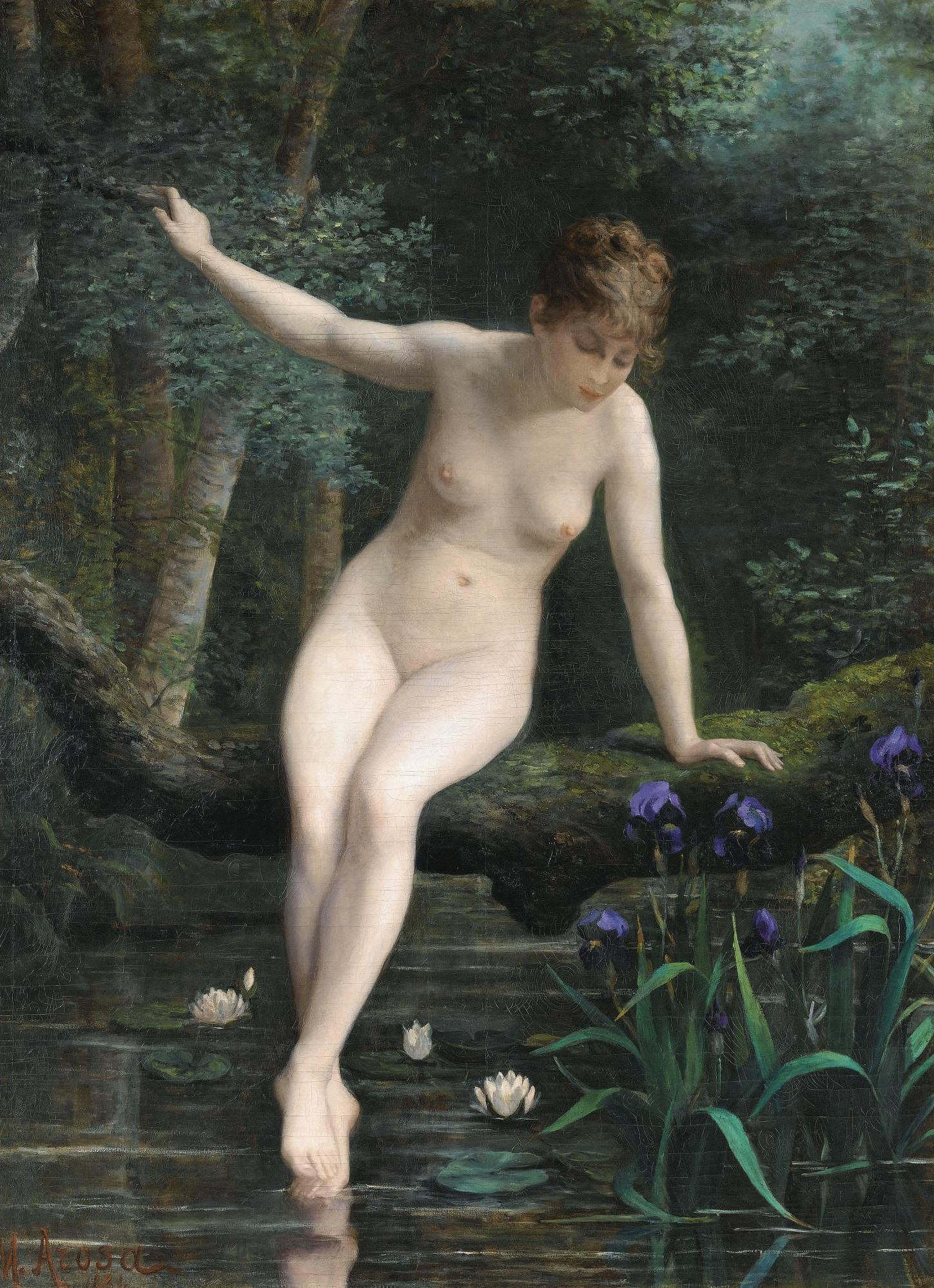
Baigneuse (1884).
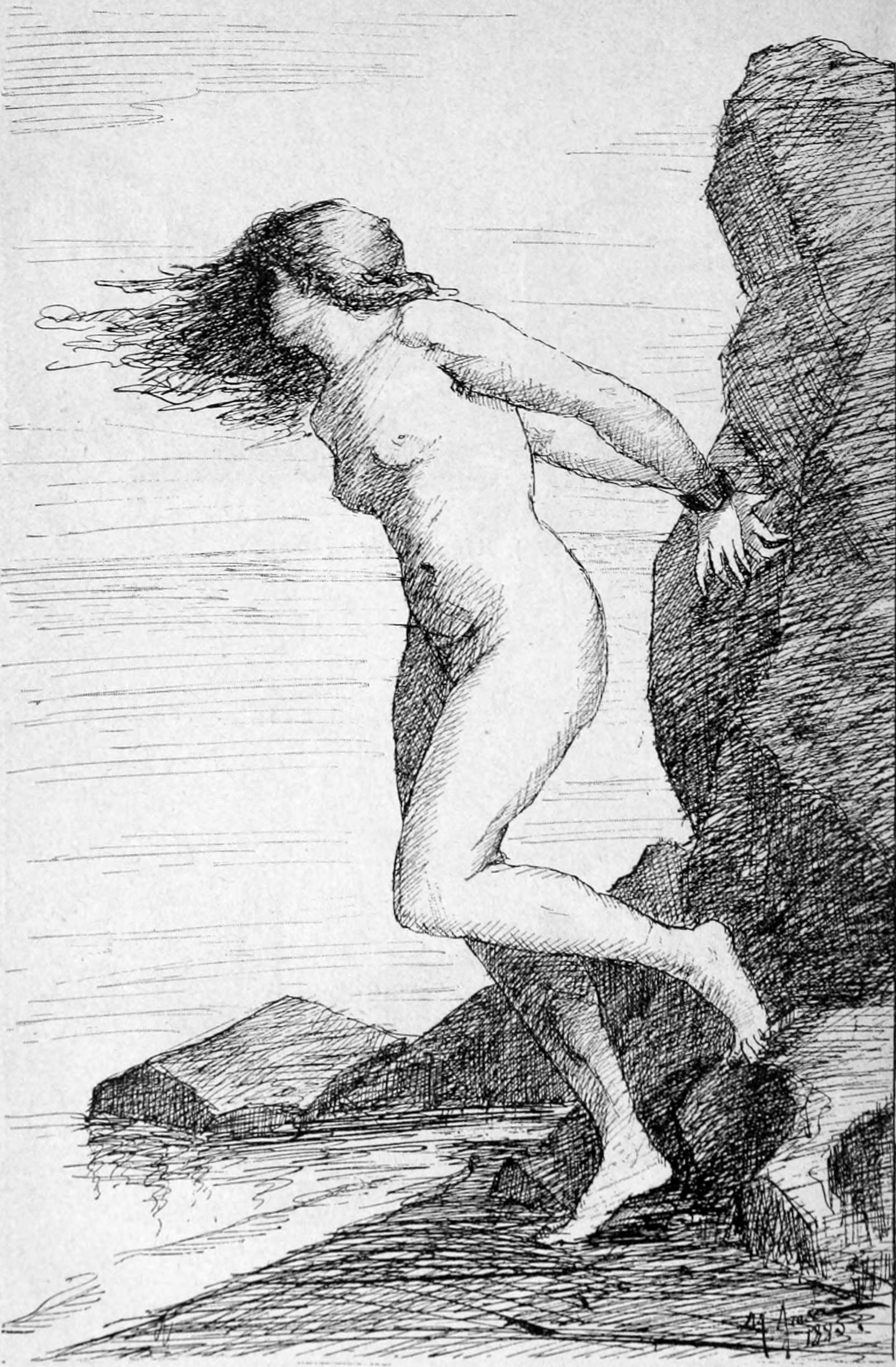
Andromède (1885).
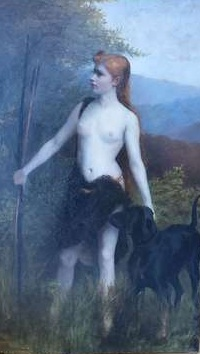
Diane chasseresse, huile sur toile (1892).
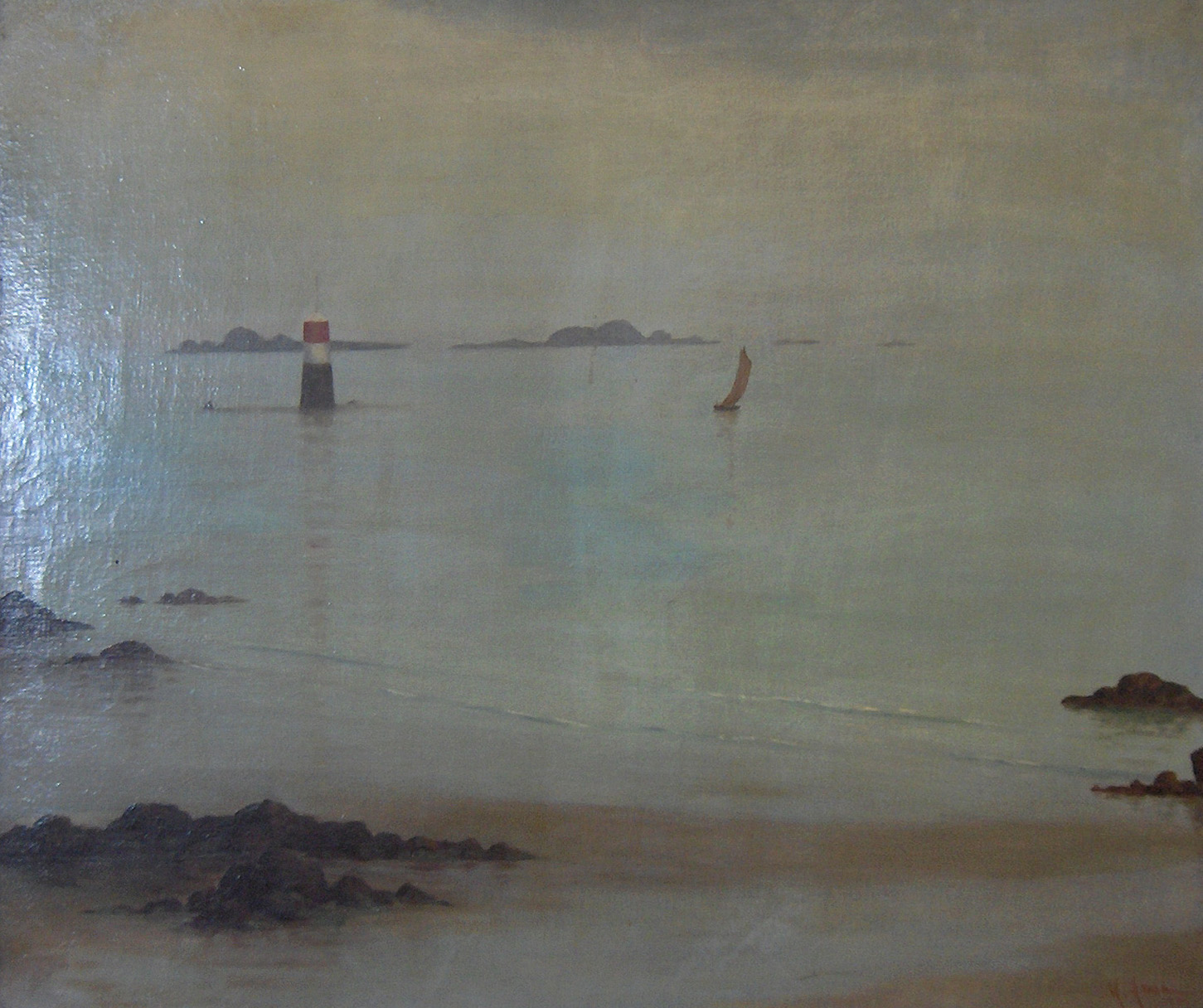
Marine avec phare.
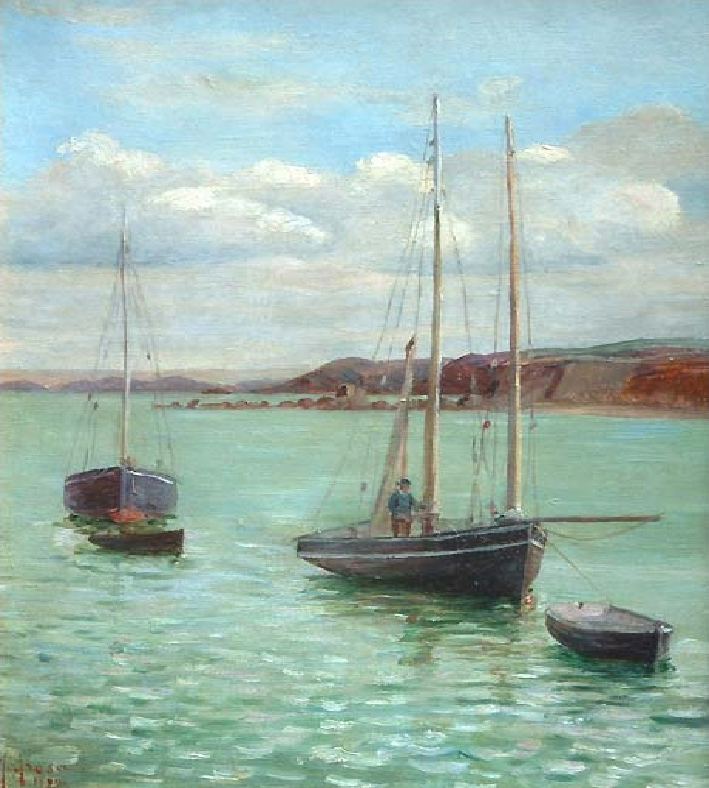
Bateaux dans le port.

### Filmographie
- Dans la série télévisée Paul Gauguin (1975), le rôle de Marguerite Arosa est joué par Claudia Butenuth[31].